# Arystobul (Kiriatzis)
Arystobul, imię świeckie Stylianos Kiriatsis – duchowny prawosławnego Patriarchutu Jerozolimy, od 2018 arcybiskup Madaby.

## Życiorys
Chirotonię biskupią otrzymał 20 maja 2018. 16 lipca 2018 uroczyście objął katedrę.